# Bisetocreagris nuratiensis
Bisetocreagris nuratiensis är en spindeldjursart som beskrevs av Selvin Dashdamirov och Wolfgang Schawaller 1992. Bisetocreagris nuratiensis ingår i släktet Bisetocreagris och familjen helplåtklokrypare. Inga underarter finns listade.